# Atletklubben Jyden
Atletklubben Jyden stiftet som Tobaksarbejdernes Atletklub 18. november 1898 er en idrætsklub i Aalborg. Klubben er den sidste klub i Danmark med brydning, boksning og vægtløftning på programmet. Klubben blev stiftet på “Schæfers Restaurant” på Østerå af tobaksarbejdere fra C.W. Obels fabrikker. Brydning var først på programmet, herefter kom vægtløftning og sidste var boksning i 1906. Desuden var der også i starten tovtrækning på programmet. Inspireret af Steen Steensen Blichers sang ”Jyden han æ stærk å sej” tog klubben 1902 navneforandring til ”Atletklubben Jyden”, og det blev derefter muligt for alle, ikke kun tobaksarbejder, at blive optaget i klubben. AK Jyden er hovedafdeling (paraplyafdeling) for tre juridisk selvstændige afdelinger; AK Jyden Vægtløfterafdeling, AK Jyden Brydeafdeling og AK Jyden Bokseafdeling.

## OL-deltagelser
Atletklubben Jyden har haft flere medlemmer som har deltaget i de Olympiske lege.
Bokseren Hans Nielsen blev olympisk mester 1924 i letvægt. Han er den hidtil eneste danske bokser, der har vundet guldmedalje ved de Olympiske Lege. Ydermere fik Hans Nielsen en 4. plads ved OL i både 1920 og 1928. Søren Petersen vandt to olympiske sølvmedaljer i sværvægtsklassen 1920 og 1924.

### Atletklubben Jydens deltager ved de Olympiske lege
- Henrik Andersen, vægtløftning	1992
- Georg Gundersen, brydning 1924
- Christian Jensen, vægtløftning 1920
- Børge Krogh, boksning 1960 og 1964
- Per Larsen, vægtløftning 1988
- Hans Nielsen, boksning 1920, 1924 og 1928
- Henry Nissen, vægtløftning 1928
- Kim Lynge Pedersen, vægtløftning 1992
- Søren Petersen, boksning 1920 og 1924